# Рондо (Арканзас)
Рондо (енгл. Rondo) град је у америчкој савезној држави Арканзас.

## Демографија
По попису из 2010. године број становника је 198, што је 39 (-16,5%) становника мање него 2000. године.
| Група             | 2000.       | 2010.       |
| Белци             | 59 (24,9%)  | 53 (26,8%)  |
| Афроамериканци    | 166 (70,0%) | 140 (70,7%) |
| Азијати           | 0 (0,0%)    | 0 (0,0%)    |
| Хиспаноамериканци | 4 (1,7%)    | 1 (0,5%)    |
| Укупно            | 237         | 198         |